# Belagerung von Cuddalore
Pondicherry – Sadras – Providien – Negapatam – Trincomalee – Cuddalore I – Cuddalore II
Die Belagerung von Cuddalore (englisch Siege of Cuddalore, französisch Siège de Gondelour) war ein Belagerungsversuch britischer Truppen gegen eine kombinierte französische und mysoreanische Garnison in der Festung von Cuddalore im Zweiten Mysore-Krieg bzw. während der Auseinandersetzungen zwischen Großbritannien und Frankreich im Rahmen des Amerikanischen Unabhängigkeitskrieges (Anglo-Französischer Krieg) stattfand. Die Belagerung endete, als die Nachricht über einen vorläufigen Friedensvertrag zwischen Frankreich und Großbritannien eintraf.

## Vorgeschichte
Die Stadt Cuddalore nebst dem nördlich der Stadt an der Hafeneinfahrt gelegenen Fort St. David war eine Besitzung der Britischen Ostindienkompanie, die nach Kriegsausbruch 1782 von den Franzosen eingenommen worden war.

## Belagerung
Die britischen Truppen unter dem Kommando von Major-General James Stuart trafen am 7. Juni 1783 vor Cuddalore ein. Diese Armee bestand aus zwei Regimentern der British Army, dem 73rd (Highland) Regiment of Foot und dem 78th (Highland) Regiment of Foot, einem europäischen Regiment der Bengal Army, dem 1st Bengal European Regiment, sowie einer beträchtlichen Anzahl von Sepoy-Regimentern, insbesondere der Madras Army und Bengal Army. Sie wurde später durch zwei Regimenter der Kurhannoverschen Armee, das 15. und das 16. Infanterieregiment, aus den deutschen Besitzungen des britischen Königs unter dem Kommando von Oberst Christian August von Wangenheim verstärkt.
Am 6. Juni bezog die Armee zwei Meilen von der Garnison entfernt auf sandigem Boden Stellung. Sie lag zwischen dem Meer auf der rechten und den Bandipollum-Hügeln auf der linken Seite, mit einer Reservelinie im Rücken. Die Franzosen und die Mysoreaner, die von Charles Joseph Patissier, Marquis de Bussy-Castelnau befehligt wurden, nahmen eine parallele Zwischenstellung eine halbe Meile (ca. 0,8 km) vor der Festung ein.

## Angriff auf die Redoute
Am 13. Juni beschloss Stuart, die Redoute vor dem Fort anzugreifen, um die Verbündeten in Cuddalore selbst stärker unter Druck zu setzen. Der Angriff fand um vier Uhr morgens statt, was der britischen Armee einen Überraschungseffekt verschaffte. Schließlich wurden die Alliierten von ihren Hauptverteidigungsstellungen vertrieben und ein letzter alliierter Gegenangriff wurde zurückgeschlagen. In gegenseitigem Einvernehmen wurde der Beschuss eingestellt. Die Verbündeten erlitten schwere Verluste von fast 500 Opfern. Auch Stuarts Streitkräfte wurden schwer getroffen: mehr als 900 Briten, Hannoveraner und Sepoys wurden getötet oder verwundet. Obwohl er erheblich geschwächt war, setzte Stuart die Belagerung von Cuddalore fort und bereitete sich auf weitere Verstärkungen von der See her vor.

## Seeschlacht
Diese Unterstützung der Briten durch die Royal Navy, die für die Belagerung vermutlich entscheidend gewesen wäre, wurde am 20. Juni durch die Ankunft einer französischen Flotte unter Pierre André de Suffren unterbrochen. Das Geschwader lieferte sich mit der britischen Flotte eine Seeschlacht, die letztere zum Rückzug nach Madras zwang. Mit diesem Vorteil konnte Suffren 2.400 Soldaten, Marinesoldaten und Matrosen zur Unterstützung der Garnison von de Bussy anlanden, so dass die Streitkräfte fast die gleiche Stärke hatten.

## Rückschlag des französischen Ausfalls

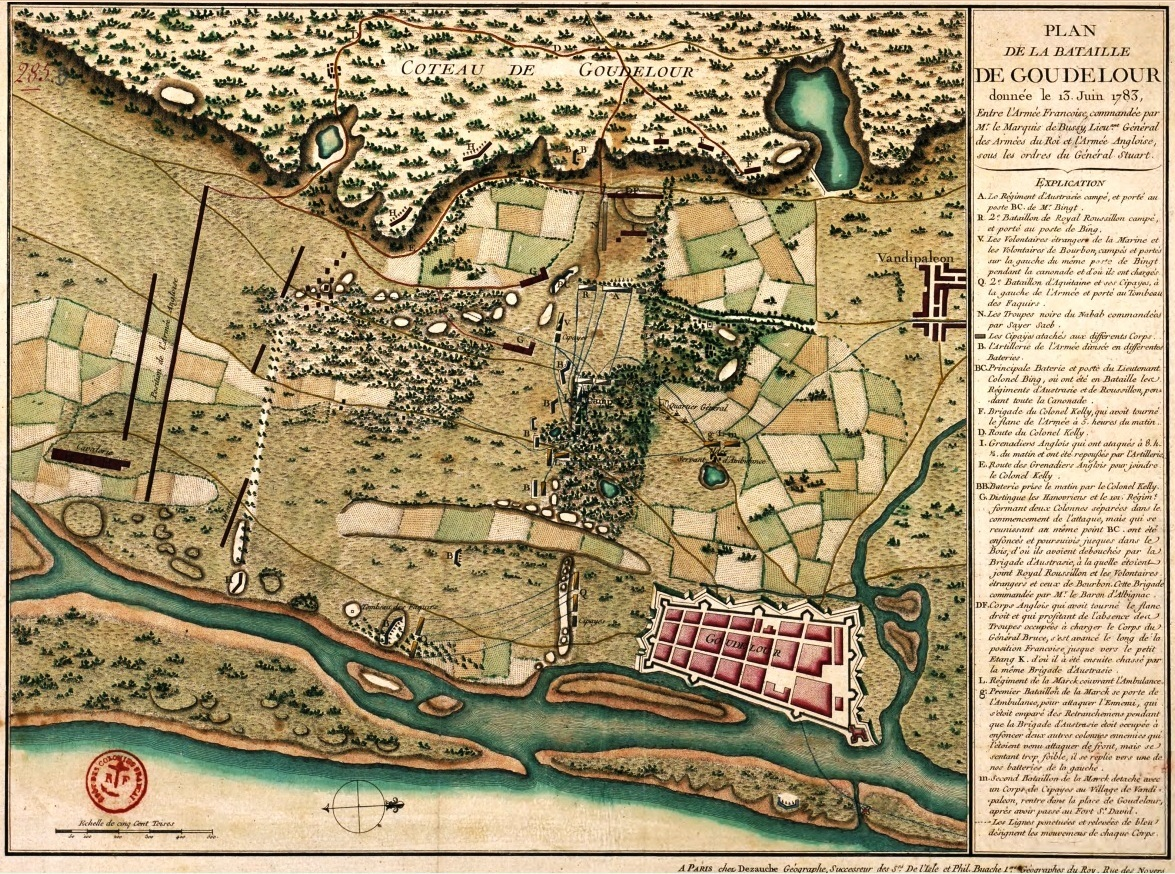
Karte des Schlachtfeldes von Cuddalore

Durch die zusätzliche Verstärkung verfügte de Bussy nun über genügend Männer, um seinerseits einen Ausfall auf die britischen Belagerungswerke zu starten. Stuart, der von den neu eingetroffenen französischen Verstärkungen wusste, bereitete sich auf einen Großangriff vor. Am 25. Juni unternahmen die Franzosen mehrere Angriffe auf die britischen Linien. Trotz einiger anfänglicher Fortschritte gelang es den Franzosen nicht, ihre Positionen auszubauen; Stuart konnte einen Gegenangriff starten und weitere französischen Angriffe zurückschlagen. De Bussy brach den Angriff ab, als er feststellte, dass er nur unter beträchtlichen Verlusten vorangekommen war. Der Ausfall war insgesamt ein Fehlschlag, da De Bussy die große Chance vertan hatte, mit der erhaltenen Verstärkung die Belagerer zu besiegen. Die Moral der Franzosen sank daraufhin stark, und auch der zahlenmäßige Vorteil war erneut verloren gegangen.
Die Briten hatten lediglich 23 Gefallene und Verwundete zu beklagen, während die Angreifer von De Bussy 450 Gefallene und Verwundete an Verlusten hatten, und weitere 150 gefangen genommen wurden. Eine Reihe französischer Offiziere wurde gefangen genommen, darunter der Anführer des Angriffs, Chevalier de Dumas, der unverwundet in Gefangenschaft geriet. Unter den französischen Gefangenen befand sich auch ein junger Unteroffizier der französischen Marine, der verwundet worden und am 20. Juni als Teil von Suffrens Schwadron an Land gegangen war: Jean Baptiste Bernadotte, der später zum Marschall von Frankreich ernannt und zum König von Schweden gekrönt wurde.

## Ende der Belagerung
Die Belagerung dauerte weitere fünf Tage. Beide Seiten waren durch Krankheiten und zunehmende Verluste geschwächt, aber Stuarts Truppen litten stärker als die von De Bussy. Stuart schrieb Briefe an die Regierung von Madras und behauptete, er sei im Stich gelassen worden. De Bussy plante einen weiteren Angriff über einen größeren Umweg, der auf das Hauptlager der britischen Truppen gerichtet war, aber dieser Angriff wurde nicht ausgeführt, bis am 30. Juni eine britische Fregatte mit der Nachricht eines vorläufigen Friedens zwischen Frankreich und Großbritannien eintraf.

## Nachwirkungen
Am 2. Juli handelten Großbritannien und Frankreich eine Einstellung der Feindseligkeiten aus. Der Krieg zwischen Mysore und Großbritannien ging allerdings weiter. Im Frieden von Paris wurde Cuddalore an Großbritannien zurückgegeben, im Austausch gegen Pondicherry und Mahé, zwei französische Territorien, die die britischen Truppen zu Beginn des Krieges erobert hatten. Die Kämpfe zwischen den Briten und den Mysoreanern gingen weiter, bis im März 1784 der Vertrag von Mangalore unterzeichnet wurde.